# 沃和尚特格吕
沃和尚特格吕（法語：Vaux-et-Chantegrue，法語發音：[vo e ʃɑ̃tɡʁy]）是法国杜省的一个市镇，属于蓬塔利耶区。

## 地理
沃和尚特格吕（46°48'39"N, 6°14'59"E）面积13.98 平方千米，位于法国勃艮第-弗朗什-孔泰大區杜省，该省份为法国东部内陆省份，北起上索恩省，西接汝拉省，东部及东南部与瑞士接壤，东北部与贝尔福地区省接壤。
与沃和尚特格吕接壤的市镇（或旧市镇、城区）包括：拉普拉内、博讷沃、布沃朗、拉贝热芒圣玛丽、马尔帕、雷莫赖布热翁、米尼奥维拉尔。

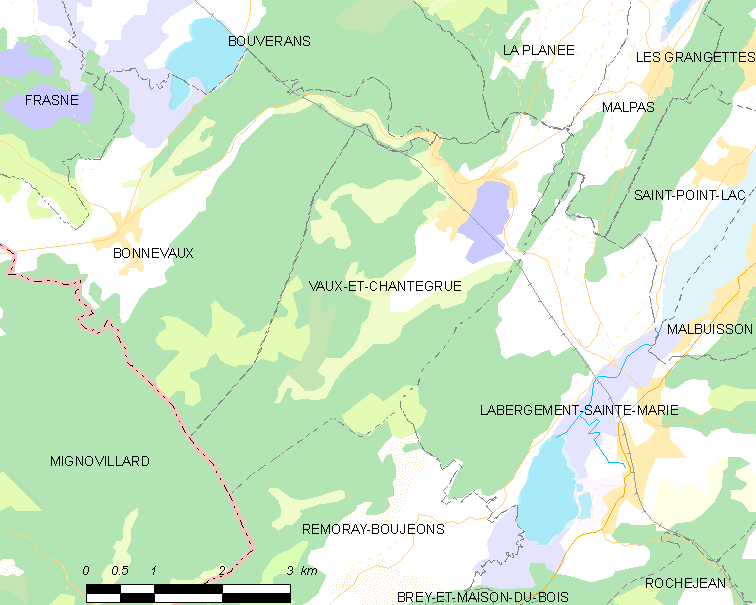
沃和尚特格吕的OSM定位图

沃和尚特格吕的时区为UTC+01:00、UTC+02:00（夏令时）。

## 行政
沃和尚特格吕的邮政编码为25160，INSEE市镇编码为25592。

## 政治
沃和尚特格吕所属的省级选区为弗拉讷县。

## 人口

1962-2008年间沃和尚特格吕人口变化图示

沃和尚特格吕于2022年1月1日时的人口数量为663人。